# Abubaker Haydar Abdalla
Abubaker Haydar Abdalla (in arabo أبو بكر حيدر عبد الله‎?; Khartum, 28 agosto 1996) è un atleta qatariota.
Ha partecipato ai Giochi di Rio de Janeiro 2016 e di Tokyo 2020, gareggiando negli 800 metri piani.
Ha vinto 1 bronzo ai Giochi asiatici del 2018.

## Palmarès
| Anno | Manifestazione      | Sede     | Evento      | Risultato | Prestazione | Note                                     |
| ---- | ------------------- | -------- | ----------- | --------- | ----------- | ---------------------------------------- |
| 2018 | Giochi asiatici     | Jakarta  | 800 m piani | Bronzo    | 1'46"38     |                                          |
| 2023 | Campionati asiatici | Bangkok  | 800 m piani | Oro       | 1'45"53     | Miglior prestazione personale stagionale |
| 2023 | Campionati asiatici | Bangkok  | 4x400 m     | Bronzo    | 3'04"26     |                                          |
| 2023 | Giochi asiatici     | Hangzhou | 800 m piani | Batteria  | 1'50"17     |                                          |
| 2024 | World Relays        | Nassau   | 4×400 m     | Batteria  | 3'02"55     |                                          |
| 2024 | Giochi olimpici     | Parigi   | 800 m piani | Batteria  | 1'48"42     |                                          |
| 2025 | Campionati asiatici | Gumi     | 800 m piani | Bronzo    | 1'45"20     |                                          |